# Nealcidion armatum
Nealcidion armatum är en skalbaggsart som beskrevs av Monné och Delfino 1986. Nealcidion armatum ingår i släktet Nealcidion och familjen långhorningar.
Artens utbredningsområde är Venezuela. Inga underarter finns listade i Catalogue of Life.